# Saint-Avit (Landas)
 Saint-Avit  (en occitano Sent Avit) es una población y comuna francesa, situada en la región de Aquitania, departamento de Landas, en el distrito de Mont-de-Marsan y cantón de Mont-de-Marsan-Nord y cuenta con una población a fecha de 2022 era de 691 habitantes.

## Demografía
| 284 | 281 | 263 | 411 | 481 | 538 | 691 |
| Para los censos de 1962 a 1999 la población legal corresponde a la población sin duplicidades (Fuente: INSEE [Consultar]) |     |     |     |     |     |     |